# 호스트 (영화)
《호스트》(영어: The Host)는 2013년 개봉한 미국의 로맨틱 공상 과학 스릴러 영화이다. 스테프니 메이어의 동명의 소설을 원작으로 하고 있다. 영화는 인류가 외계 생명체 '소울'이라고 불리는 기생하는 외계인에 의해 점령 되었지만, 강력한 의지와 정신으로 소울이 들어왔음에도 영혼과 감정을 빼앗기지 않는 '돌연변이' 어린 인간 여성 멜라니에 관한 이야기다. 앤드류 니콜이 감독하고 각본을 썼고, 시얼샤 로넌, 맥스 아이언스, 제이크 아벨, 윌리엄 허트와 다이앤 크루거가 출연한다. 이 영화는 2013년 3월 29일에 극장에서 개봉된 후, 비평가들의 혹평을 받았다.

## 줄거리
영화의 배경은 먼 미래. 폭력도, 굶주림도 사라진 평화로운 지구. 그러나 지구는 더 이상 인간의 터전이 아니다. 인간의 뇌에 기생하는 외계 생명체 '소울'에 의해 거의 모든 인간이 정복 당했다. 접시처럼 생긴 우주선을 타고 지구를 초토화시키는 수고를 버리고 인간들의 영혼과 정신을 강탈한 것. 이러한 외계인의 침략에 얼마 남지 않은 인간들은 연합군을 형성해 끝까지 저항한다. 저항군 중 한 명인 소녀 멜라니(시얼샤 로넌 분)도 역시 거세게 저항하다가 결국 소울에 당한다. 멜라니의 육체 속으로 침투한 '소울'은 '완다'라는 이름을 얻게 된다. 하지만 사라졌어야 할 멜라니의 영혼이 되살아나면서 멜라니(혹은 완다)의 몸속에는 멜라니와 완다 두 인격체가 공존하게 된다. 멜라니의 육체를 얻은 '완다'는 전혀 새로운 인물로 변하지만 그녀는 내면에서 멜라니의 목소리를 끊임없이 듣게 된다. 멜라니는 자신의 육체를 지배한 완다에 맞서며 가족이 숨어 있는 곳으로 찾아간다. 그곳에서 헤어졌던 연인 제라드(맥스 아이언스 분)와 동생 제이미(챈들러 캔터베리 분)를 다시 만나는데...

## 배역
- 시얼샤 로넌 - 멜라니 스트라이더 / 완다 역[4]
- 맥스 아이언스 - 재러드 하우 / 레이시 역[5]
- 제이크 에이블 - 이언 오시아 역[5]
- 프랜시스 피셔 - 매기 스트라이더 역
- 챈들러 캔터베리 - 제이미 스트라이더 역[6]
- 다이앤 크루거 - 수색자 역[7]
- 윌리엄 허트 - 제브 스트라이더 역[6]
- 보이드 홀브룩 - 카일 오시아 역
- 스콧 로런스 - 독 역
- 레이첼 로버트 - 소울 플뢰르 역
- 숀 카터 피터슨 - 웨스 역
- 리 하디 - 아론 역[8]
- 필 오스틴 - 시커 웨이벌리 역
- 리든 그리어 - 릴리 역
- J. D. 에버모어 - 트레버 스트라이더 역
- 에밀리 브라우닝 - 펫 / 완더러 "완다" 역
- 무스타파 해리스 -브랜딧 역
- 보킴 우드바인 - 나이트 역
- 알렉스 러셀 - 시커 번스 역

## 같이 보기
- 트와일라잇 (소설 시리즈)